# Cuterebra baeri
Cuterebra baeri är en tvåvingeart som beskrevs av Shannon och Greene 1926. Cuterebra baeri ingår i släktet Cuterebra och familjen styngflugor. Inga underarter finns listade i Catalogue of Life.